# Васей-ейґо
Васей-ейґо (яп. 和製英語) — це японські псевдоангліцизми, тобто такі конструкції, які не існують в англійській мові, але використовуються в японській як запозичення (гайрайго) з англійської. Загальнішим терміном є «васей-ґайрайґо», яким позначаються слова, запозичені з будь-яких європейських мов.
В Японії також поширене поняття «японська англійська» (яп. ジャパニーズ・イングリッシュ «дзяпані-дзу інґуріссю»), котре показує, що японці усвідомлюють японське походження васей-ейґо, однак, вони насилу відрізняють запозичені слова від власне англійських, як показало опитування, проведене в серпні 2007 року.
Як приклад можна навести англійське слово desk (читається: [деск]). В англійській мові воно означає «письмовий стіл», а в Японії desk (яп. デスク «десуку») часто використовується у відношенні людей. Наприклад, «Танака-десуку» — репортер або редактор, відповідальний за відділення в газеті. Іноді васей-ейґо поєднується з японською мовою, утворюючи нові слова, наприклад, «окусьон» (яп. 億ション) складається з оку, що значить «сто мільйонів», та mansion, що в перекладі з англійської значить «особняк». Виходить каламбур, бо man (ман, 万) означає «десять тисяч», тож, оку-сьон («сто мільйонів сьон») — в десять тисяч разів більше, ніж ман-сьон («десять тисяч сьон», mansion).
Іноді два звичайних англійських слова утворюють нове поняття, наприклад, «фаміком» (яп. ファミコン) — гибрид англ. family («родина») та англ. computer («комп'ютер») — означає «ігрова приставка», причому особливо часто використовується для позначення Nintendo Entertainment System, в Японії відомої як Famicom.